# Mușchi buccinator
Mușchiul buccinator (latină: musculus buccinator) este un mușchi subțire, patrulater, ocupând intervalul dintre maxilă și mandibulă. Participă la formarea părții anterioare a obrazului și a peretelui lateral al vestibulului bucal. Este acoperit de fascia bucofaringiană.

## Origine, traiect și inserție
Buccinatorul își are originea în trei zone: procesele alveolare ale maxilei și mandibulei, respectiv rafeul pterigomandibular. Rafeul pterigomandibular se întinde de la cârligul pterigoidian și trece inferior pentru a se atașa de extremitatea posterioară a liniei milohioidiene a mandibulei. Buccinatorul apare din întreaga lungime a rafeului, pe traiectul căruia se întrepătrunde cu fibrele mușchiului constrictor superior al faringelui. Mușchiul converge la nivelul modiolului, unde fibrele sale de origine decusează; fibrele maxilare și mandibulare trec medial, fără a decusa, în buzele superioară și inferioară. Mușchiul este perforat de canalul parotidian (ductul lui Stenon) în dreptul celui de-al treilea molar superior. Ductul trece, de asemenea, prin corpul adipos al obrazului, care se află pe suprafața externă a buccinatorului. Sub grăsime se află câteva glande molare mici; ductele lor perforează mușchiul pentru a se deschide pe membrana mucoasă a obrazului, care aliniază suprafața internă a mușchiului și de care sunt atașate fibrele musculare.

## Raporturi
Posterior mușchiul are raporturi cu constrictorul superior al faringelui. Fața superficială vine în raport anterior cu mușchiul orbicular al gurii, zigomatic mare, ridicător al unghiului gurii, coborâtor al unghiului gurii, iar posterior cu mușchiul maseter și ramura mandibulei. Mai vine în raport cu vasele faciale și nervul facial. Corpul adipos al obrazului sau bula grăsoasă a lui Bichat se interpune între mușchii buccinator și maseter și are rol mecanic în timpul mișcărilor de masticație și suptului.

## Inervație
Inervația motorie este dată de ramura bucală a nervului facial. Ramura bucală a nervului mandibular suplinește fibrele proprioceptive.

## Acțiuni
Buccinatorul trage fiecare comisură labială lateral și scurtează obrazul vertical și orizontal. Această acțiune determină mușchiul să mențină alimentele împinse înapoi pe suprafața ocluzală a dinților posteriori, ca atunci când o persoană mestecă. Prin menținerea alimentelor în poziție corectă în timpul mestecatului, buccinatorul ajută mușchii masticatori. Când gura este plină și obrajii sunt umflați cu aer contracția mușchiului comprimă aerul expulzat prin presiune, participând la fluierat și cântatul cu instrumente de suflat.